# Oinacu
Oinacu is een Roemeense gemeente in het district Giurgiu.
Oinacu telt 3692 inwoners.